# Swissboring
Pour les articles homonymes, voir Swissboring (homonymie).
Swissboring Overseas Piling Corporation LTD est une société spécialisée dans la réalisation de fondations spéciales, créée à Sion en Suisse en 1952. Elle fait partie, depuis 1999, du groupe italien leader mondial de la spécialité TreviGroup. 

## Histoire
Attention : Ne pas confondre avec Rodio-Swissboring
Swissboring - Société Suisse de sondages et Prospection SA a été créée à Sion en 1952 pour réaliser des fondations spéciales pour les ouvrages importants en Suisse.
À partir des années 1970, la société remporte plusieurs marchés de travaux dans le golfe persique et crée, en 1973, une filiale Swissboring Overseas Piling Corporation LTD à Dubaï.
Après une période très difficile, la maison mère dépose son bilan et est radiée du registre de commerce suisse le 26 novembre 1991. La filiale de Dubaï reste active et  est rachetée en 1999 par le groupe italien Trevi et devient la filiale locale de TreviGroup, entreprise leader mondial de cette spécialité dont le siège social est implanté à Cesena dans le centre de l'Italie. 

## TreviGroup
La société Swissboring fait partie intégrante de TreviGroup qui est présent dans plusieurs secteurs d'activités :
- Trevi Fondazioni : réalisation des fondations spéciales pour de grands ouvrages : routes, autoroutes, ponts, tunnels, voies ferrées, centrales électriques..., (cœur de métier de la société, leader mondial),
- Trevi Oil & Gas : réalisation de forages pour la recherche et l'exploitation des ressources naturelles en sous-sol (hydrocarbures, eau, gaz, etc.),
- Trevi Energy SpA : filiale spécialisée dans les énergies renouvelables, éoliennes terrestres et maritimes.
- Trevi SpA : bureau d'études spécialisé dans l'ingénierie du sous sol,
- Soilmec SpA : constructeur de machines de perforation du sol pour la réalisation de pieux de fondation, parois enterrées, etc.
- Drillmec SpA : constructeur de machines de perforation du sol pour la recherche de ressources en sous-sol, pétrole, eau, gaz...,
- Petreven SpA : entreprise de réalisation de forages dans le sol pour l'industrie pétrolière et le puisage d'eau.
- Trevi Energy : general contrator dans les énergies renouvelables, énergie éolienne notamment.

TreviGroup est une société cotée à la bourse de Milan depuis juillet 1999. Le groupe a obtenu les certifications UNI-EN ISO 9001, 14001 et OHSAS 18001. 

## Évolution de l'entreprise Pali Trevisani / TreviGroup
- 1957 - création de la société Pali Trevisani par Davide Trevisani,
- 1962 - construction de la première machine pour pieux battus montée sur un châssis chenillé autonome,
- 1964 - première application au monde de la technique de la boue bentonite sur un chantier de pieux forés à Bologne,
- 1964 - création de la première machine type rotary à 3 rouleaux pour forer des pieux de gros diamètre,
- 1967 - première intervention sur un chantier à l'étranger en remportant l'appel d'offres international pour la réalisation des infrastructures de l'Apapa Road à Lagos, au Nigeria,
- 1969 - création de la société Soilmec SpA qui invente la machine à forer les pieux RT3,
- 1974 - exploit mondial : la société réalise pour la première fois au monde des pieux dans l'eau à une profondeur de 74 mètres,
- 1976 - l'entreprise remporte le marché pour la réalisation des infrastructures du méga port de Bandar Abbas en Iran,
- 1977 - constitution de la filiale Trevi Foundations Nigeria LTD pour la réalisation des fondations spéciales du Third Mainland Bridge de Lagos,
- 1979 - fondations du barrage de Khao Laem en Thaïlande,
- 1983 - changement de dénomination sociale, Pali Trevisani devient TREVI SpA,
- 1985 - fondations et consolidation du sol du barrage de Ertan en Chine,
- 1985 - Soilmec présente la R-12, machine hydraulique pour la réalisation de pieux forés de très gros diamètres,
- 1990 - le Japon fait appel à la technologie italienne pour la réalisation du tunnel de Kobe, projet de l'Akashi Kaikyo Bridge,
- 1994 - Trevi remporte, en partenariat avec une autre entreprise italienne, le marché du redressement de la tour de Pise,
- 1995 - Trevi développe son activité dans les forages pour la recherche d'hydrocarbures en Sicile,
- 1995 - réalisation des fondations spéciales du pont Vasco de Gama sur le fleuve Tago à Lisbonne au Portugal,
- 1997 - création de TREVIPARK avec dépôt du brevet et réalisation du premier parking automatisé souterrain,
- 1997 - première intervention directe aux États-Unis pour les fondations spéciales du Central Artery Tunnel de Boston, surnommé le Big Dig,
- 1998 - création de la société Petreven SpA, spécialisée dans les services pour l'extraction de gaz et pétrole,
- rachat de la société Swissboring Piling Overseas Corporation très implantée dans les pays du golfe persique,
- 1999 - les différentes sociétés sont regroupées au sein du groupe TREVI Finanziaria Industriale SpA cotée à la Bourse de Milan à partir du mois de juillet,
- 2004 - création de la société Drillmec SpA, spécialisée dans la conceptiuon et fabrication de machines dédiées aux forages profonds pour la recherche pétrolière, gaz et eau,
- 2007 - Trevi USA est récompensée pour la qualité de ses travaux lors de la reconstruction du World Trade Center de New York,
- 2008 - l'US Army Corps of Engineers attribue à Treviicos en JV avec Soletanche Bachy, les travaux de consolidation du barrage de Wolf Creek,
- 2009 - Trevi remporte le marché de consolidation de la digue LPV-111 de La Nouvelle Orléans dans l'État du Mississippi après les dégâts causés par l'ouragan Katrina,
- 2011 - Drillmec livre une unité capable de fonctionner en continu sous une température de −40 °C sur l'île artificielle SAIPEM au Kazakhstan,
- 2011 - la société Petreven débute les forages au Chili,
- 2011 - Trevi remporte le marché de fondations spéciales et consolidation des sols pour la nouvelle ligne de métro Cityringen de Copenhague,
- 2012 - le groupe Trevi est sollicité pour assurer le renflouement et le remorquage du paquebot de croisière Costa Concordia échoué sur l'île de Giglio,
- 2012 - mise en œuvre d'une étanchéité à 250 mètres de profondeur, record mondial, avec une machine Soilmec,
- 2013 - la filiale Trevi Fundations Kuwait remporte le marché de construction du viaduc traversant Sheikh Jaber Al-Ahmad Al-Sabah,
- 2014 - Trevi SpA réalise les travaux de construction de la gare San Giovanni de ligne C du métro de Rome par congélation totale du terrain,
- 2015 - Trevi Filipine remporte le marché des infrastructures du métro de Manille,
- 2016 - Trevi SpA reprend le mur le long du fleuve Arno sur 80 mètres à Florence en un temps record à la suite des dégradations causées par une crue,
- 2016 - TreviGroup remporte le marché pour la sauvegarde du barrage de Mossoul en Irak,
- 2016 - Soilmec conçoit une nouvelle machine SC-135 Tiger pour les travaux confiés à TreviGroup pour la réalisation du port de Salipazari, en Turquie,
- 2017 - la filiale Swissboring remporte le marché de 2.760 pieux de 1,0 à 1,50 mètre de diamètre à 45 mètres de profondeur du Meydan One Mall Project à Dubaï, dont le génie civil sera réalisé par l'entreprise italienne Salini Impregilo,
- 2017 - la filiale TREVIICOS remporte le marché de réhabilitation du barrage Hoover en Floride.

## Principaux secteurs d'activité
TreviGroup intervient au niveau mondial dans les fondations spéciales et l'adaptation des sols pour la réalisation de grands projets :
- Aéroports
- Autoroutes
- Barrages, centrales hydro-électriques, à gaz où nucléaires
- Voies ferrées normales et à grande vitesse (lignes TGV)
- Tunnels
- Métros
- Ponts et viaducs
- Ports et ouvrages maritimes
- Gratte-ciels comme la reconstruction du World Trade Center ou la nouvelle Bibliothèque d'Alexandrie en Égypte.

Le groupe dispose également d'un secteur en pleine expansion dans les villes : la construction et la gestion de parkings publics ou privés automatisés avec son système breveté TREVIPARK. (plus de détails sur le site trevipark.com)

## Principaux marchés du groupe TREVI
TreviGroup travaille dans quasiment tous les pays du monde, ses marchés principaux sont :
- Moyen-Orient & Asie : 30,3%
  - Arabie Saoudite, Australie, Émirats arabes unis, Irak, Koweït, Nouvelle-Zélande, Philippines, République Populaire de Chine, Pakistan, Turquie,

- Amérique du Sud : 20,0%
  - Argentine, Brésil, Chili, Panama, Venezuela

- Afrique : 16,7%
  - Algérie, Égypte, Libye, Mozambique, Nigéria,

- États-Unis & Canada : 10,7%

- Extrême Orient & reste du monde : 8,6%

- Europe : 7,7%
  - Allemagne, Grèce, Islande, Norvège

- Italie : 6,1%

## Répartition de l'activité
Durant l'exercice 2016, selon le dernier bilan publié, l'activité était ainsi répartie selon les différents secteurs d'activité :
- Trevi Fondazioni : 76% dont 56% pour la part travaux et 22% pour la production et vente de machines,
- Trevi Oil & Gas : 24% dont 11% pour la part travaux et 14% pour la production et vente de machines. Le chiffre d'affaires a chuté de 50% par rapport à l'année précédente en raison de la crise du secteur avec un prix du baril sous les 30 US$.

## Les principales réalisations
Les projets les plus importants dans le monde auxquels les sociétés du groupe Trevi ont participé récemment sont: 

### Trevi Fondazioni
- fondations profondes, île artificielle et jet grouting du pont le plus long du monde en Chine, Hong Kong-Zhuhai-Macao[2]
- le second canal de Panama,
- la barrière de protection sous le barrage Bolivar dans l'Ohio[3],
- la consolidation du barrage Hoover en Floride[4],
- les fondations spéciales de la One Dalton à Boston, une tour de 230 mètres,
- diaphragmes le long du fleuve Mississippi et Wood River Creek,
- infrastructures portuaires sur le fleuve Paraná et la centrale électrique de Rosario en Argentine,
- second canal de Panama sous la direction de la société italienne Salini Impregilo, ouvert en 2016,
- fondations du pont le plus long de Colombie (2,3 km) sur le fleuve Magdalena,
- infrastructures pour l'extension du port pétrolier de Naples,
- nouveau bassin de carénage du port de Palerme,
- extension du port de Port Harcourt au Nigeria,
- infrastructures de tout le métro d'Alger depuis 2004,
- infrastructures de la ligne LGV MC1 Ain Naja – Baraky et MC2 El Harrach – Aereoport, dont les travaux ont débuté en 2015 sur 12 km, 11 gares, 13 puits de ventilation et un viaduc,
- tunnel autoroutier sous le canal de Suez,
- fondations de la tour du cabinet d'architecture Foster+Partners "ICD Brookfield Place" à Dubaï,
- injections de sol pour de nouveaux quartiers de l'extension de la ville d'Abu Dhabi,
- fondations spéciales pour le viaduc autoroutier urbain de 14 km à Manille,
- fondations et travaux d'infrastructure pour le métro de Riyad,
- renforcement et agrandissement du barrage de Mossoul en Irak,
- campagne de forages pour la recherche et l'exploitation d'eau potable en Irak,
- infrastructures du terminal passagers du port d'Istanbul,
- infrastructures du métro entre Perth et son aéroport en Australie,
- fondations pour 8 cuves de GNL à Koweït comprenant 9.824 pieux de 800 mm de diamètre à 26 mètres de profondeur à réaliser en 8 mois (2018).

### Trevi Oil & Gas
- Petreven : Malgré un contexte économique en nette récession en 2016, le groupe Trevi a maintenu une forte activité de recherche en Amérique du Sud où 17 sites de recherche sont restés opérationnels. Durant l'année 2016, Petreven a réalisé 205 forages pétroliers en Amérique Latine.

### Trevi Energy
La société est devenue en peu de temps un acteur important dans ce domaine avec de nombreux projets en service et en cours de réalisation :
- centrales on shore de Porto Torres en Sardaigne : 36 MW, off shore de Chieuti 150 MW,  offv shore de Manfredonia 95 MW,
- projets off shore de Lesina Marina 200 MW, et Margherita di Savoia 165 MW.

La société Trevi Energy qui conçoit et installe ses propres unités de production d'énergie électrique, a développé une turbine d'une puissance de 3 MW, une première mondiale à ce niveau de puissance.

## Les filiales de TreviGroup à l'étranger
TreviGroup S.p.A. dispose de 106 filiales à l'étranger :
- Trevi Fondazioni : Algérie, Angola, Arabie Saoudite, Autriche, Biélorussie, Brésil, Danemark, États-Unis, Canada, Chili, Égypte, Hong Kong, Koweït, Libye, Nigéria, Panama, Pays-Bas, Philippines, Nigéria, Venezuela,
  - mais aussi la société Swissboring en Suisse, à Oman et au Qatar,
  - et le groupe Wagner Constructions LLC et les sociétés Treviicos et Watson aux États-Unis
- Soilmec SpA : Algérie, Allemagne, Australie, Brésil, Chine, Colombie, États-Unis, France, Grande-Bretagne, Hong Kong, Inde, Japon & Singapour,
- Drillmec SpA : Biélorussie, Colombie, États-Unis, Mexique, Russie,
- Petreven SpA : Brésil, Chili, Mexique, Pérou,